# Никола Влајковић
Никола Влајковић (Пирот, 13. септембра 1995) српски је фудбалер.

## Трофеји и награде
Раднички Пирот
- Српска лига Исток (2): 2015/16,[3] 2018/19.[4]